# Callirhoe
Callirhoe é um género botânico pertencente à família Malvaceae.